# ツインレイクス郡区 (アイオワ州カルフーン郡)
ツインレイクス郡区 (Twin Lakes Township) は、アメリカ合衆国アイオワ州カルフーン郡にある16の郡区の一つである。2000年の国勢調査で、人口は1434人だった。

## 地理
ツインレイクス郡区は95.4平方キロメートル（36.82平方マイル）で、ロックウェルが含まれる。アメリカ地質調査所によると、この郡区はTwin Lakesの1つの霊園が含まれる。